# Antiguo Muelle Fiscal de La Ceiba (Honduras)
El muelle fiscal de La Ceiba o conocido simplemente cómo muelle fiscal fue un muelle fiscal ubicado en la ciudad de La Ceiba, Atlántida en la república de Honduras.
Esta estructura fue utilizada por múltiples embarcaciones las cuales en su mayoría partían hacia la ciudad norteamericana de New Orleans. Fue administrado por la Vaccaros Bros and Company hasta 1975 año que fue entregado a la  Empresa Nacional Portuaria de Honduras.

## Historia

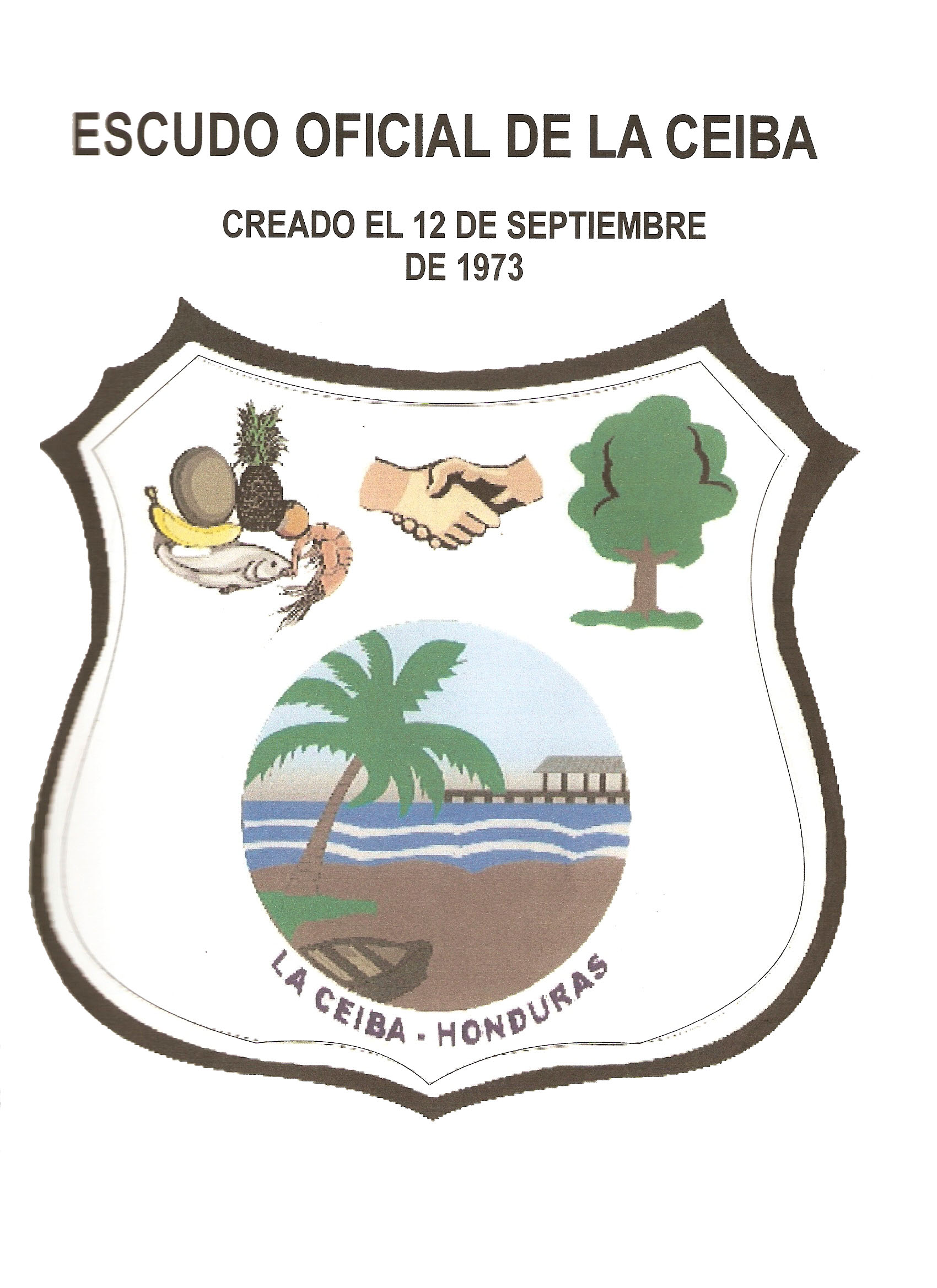
El antiguo muelle fiscal representado en la parte central del escudo oficial de la ciudad puerto de La Ceiba.

Uno de los símbolos de la ciudad de La Ceiba es el histórico muelle, instalaciones por la cual la compañía Standard Fruit Company exportó por décadas su fruta en la época de oro del banano, en el año 1910 el gobierno de Honduras concedió a la empresa denominada Vaccaros Bros and Company la potestad y autorización de construir un muelle en la bahía de La Ceiba, este fue inicialmente construido de 700 pies de largo por 34 pies de ancho, finalmente la estructura de madera alcanzó los 100 metros de largo por diez de ancho. El muelle fiscal logró ser el polo de desarrollo de La Ceiba por tal motivo se ve representado en el escudo de la ciudad.

## Desaparición
La impresionante edificación de madera, después de casi 105 de existencia fue azotada en diferentes décadas por la inclemencia de fuertes temporales, dañando de esta forma su estructura física, volviéndolo por momentos inoperable por el azolvamiento constante, pero logrando levantarse casi siempre como el ave fénix.
No fue hasta el paso del Huracán Mitch por Honduras que un aproximado de 15 metros de la estructura cedieron por causas del fuerte oleaje que imperaba en el mar Caribe. Desde esta fecha la estructura ya abandonada siguió siendo destruida por el paso de diferentes tormentas tropicales, quedando extinto por completo en el primer temporal lluvioso del año 2014.
Fue uno de los muelles fiscales más representativos de Honduras junto con el muelle de la ciudad de Tela en el siglo XX.